# Rhadinaea pilonaorum
Rhadinaea pilonaorum este o specie de șerpi din genul Rhadinaea, familia Colubridae, descrisă de Stuart 1954. Conform Catalogue of Life specia Rhadinaea pilonaorum nu are subspecii cunoscute.